# Криту Тера
Крѝту Тѐра (на гръцки: Kρήτου Τέρρα) е село в Кипър, окръг Пафос. Според статистическата служба на Република Кипър през 2001 г. селото има 86 жители.
Намира се на 3 км източно от Друсия.